# 8e cérémonie des European Film Awards
La 8e cérémonie des prix du cinéma européen (8th European Film Awards), organisée par l'Académie européenne du cinéma, a eu lieu à Berlin le 12 novembre 1995 et a récompensé les films réalisés dans l'année.

## Palmarès

### Meilleur film
Land and Freedom
- Les Rendez-vous de Paris
- Le Regard d'Ulysse

### Young European Film of the Year
La Haine
- Butterfly Kiss
- L'Homme de la mort

### Lifetime Achievement Award
Marcel Carné